# Caphácnaum

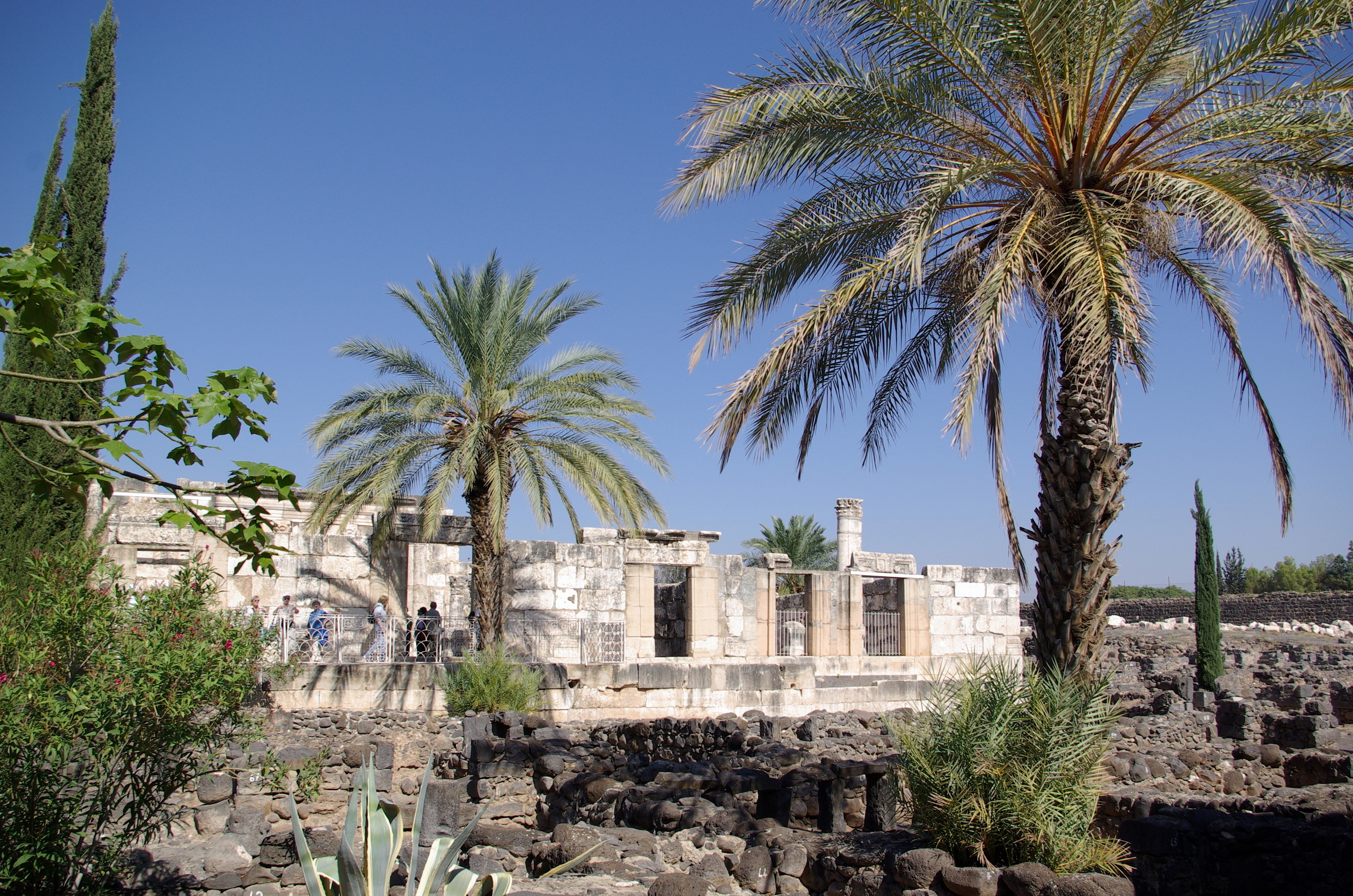
Giáo đường Do Thái Caphácnaum

Caphácnaum (tiếng Do Thái: כְּפַר נַחוּם, Kfar Nahum) là một ngôi làng chài nằm trên bờ bắc của Biển hồ Galilee thời vương quốc Hasmoneus với dân số khoảng 1.500 người. Mặc dù từ nguyên Kfar Nahum trong tiếng Do Thái có nghĩa là "làng của Nahum" nhưng không có mối liên hệ nào với vị tiên tri tên là Nahum của Do Thái giáo. Ngôi làng này được nhắc đến nhiều trong các sách Phúc Âm với các câu chuyện liên quan đến Chúa Giêsu. Các cuộc khai quật khảo cổ cho biết từng có hai hội đường Do Thái cổ đại được xây dựng tại đây. Một nhà thờ gần Caphácnaum đang tồn tại, xây bên trên khu nền nhà cổ được cho là nhà của Thánh Phêrô khi xưa.